# Policía Foral
Policía Foral (Spaans: Policía Foral de Navarra, Baskisch: Nafarroako Foruzaingoa) is een politiemacht in de autonome regio Navarra.
Net als het politiekorps Ertzaintza in Baskenland en Mossos d'Esquadra in Catalonië is dit een zelfstandig politiekorps in Spanje.
| rangen 1982-2006 | rangen vanaf 2006   | vergelijkbaar in Nederland |
| ---------------- | ------------------- | -------------------------- |
| Policía Foral    | Policía             | agent                      |
| Cabo             | Cabo                | brigadier                  |
| Sargento         | Subinspector        | inspecteur (groepschef)    |
| Subinspector     | Inspector           | hoofdinspecteur            |
| Inspector        | Comisario           | commissaris                |
| Oficial          | Comisario Principal | hoofdcommissaris           |
| Jefe             | Jefe                | eerste hoofdcommissaris    |

## Externe link

rangen van de Policía Foral